# カルロタ・シガンダ
カルロタ・シガンダ・マチニェナ（バスク語: Carlota Ciganda Machiñena, 1990年6月1日 - ）は、スペイン・ナバーラ州パンプローナ出身の女子プロゴルファー。2011年にプロ転向し、欧州女子ゴルフツアーやLPGAツアーでプレーしている。

## 経歴
バスク地方のナバーラ州パンプローナに生まれ、父親の影響で5歳の時にゴルフを始めた。サッカー選手・サッカー指導者のホセ・アンヘル・シガンダはおじである。2008年にはアメリカ合衆国のアリゾナ州立大学に入学し、経営学を専攻して2011年に卒業した。シガンダは4か国語を話すことができる。
2004年にヨーロッパ女子アマチュア選手権で優勝した。2007年にはイギリス女子アマチュア選手権で優勝し、2008年にはヨーロッパ女子アマチュア選手権で2度目の優勝を飾った。2009年にはイギリス女子アマチュア選手権で2位となったが、優勝したのはシガンダ同様にスペインからアリゾナ州立大学に留学したアサアラ・ムニョスだった。
2011年5月にプロ転向し、同年のLETアクセスシリーズ（欧州女子ゴルフツアーの下部大会）であるムルシア女子オープンで優勝した。2012年には初めて欧州女子ゴルフツアーにフル参戦し、6月のオランダ女子オープンと10月の蘇州太湖女子オープンで優勝した。2012年にはさらに10大会でトップ10入りを果たし、欧州女子ゴルフツアーの新人選手賞を受賞した。2013年の欧州女子ゴルフツアーではドイツ女子オープンで優勝した。
2016年8月にはリオデジャネイロオリンピックゴルフ競技に出場して39位タイとなった。2016年10月のハナ銀行コロン選手権ではLPGAツアー初優勝を飾った。11月にはLPGAツアーのロレーナ・オチョア招待でも優勝し、2016年はワールドゴルフランキング20位でシーズンを終えた。2017年の全米女子プロゴルフ選手権では5位タイとなり、2018年の同大会では3位となった。

## 優勝（6回）

### LPGAツアー（2回）
| 順位 | 年             | 大会                   | スコア          | パー | 2位との差  |
| ---- | -------------- | ---------------------- | --------------- | ---- | ---------- |
| 1    | 2016年10月16日 | ハナ銀行コロン選手権   | 69-70-69-70=278 | –10  | プレーオフ |
| 2    | 2016年11月13日 | ロレーナ・オチョア招待 | 67-72-68-68=275 | –13  | 2打差      |

### 欧州女子ゴルフツアー（3回）
| 順位 | 年             | 大会                 | スコア       | パー | 2位との差  |
| ---- | -------------- | -------------------- | ------------ | ---- | ---------- |
| 1    | 2012年6月3日   | オランダ女子オープン | 71-67-69=207 | –9   | 2打差      |
| 2    | 2012年10月28日 | 蘇州太湖女子オープン | 65-70-64=199 | –17  | 7打差      |
| 3    | 2013年6月2日   | ドイツ女子オープン   | 68-33=101    | –6   | プレーオフ |

### LETアクセスシリーズ（1回）
| 順位 | 年     | 大会                 | スコア | パー | 2位との差 |
| ---- | ------ | -------------------- | ------ | ---- | --------- |
| 1    | 2011年 | ムルシア女子オープン |        |      |           |

## 成績

### LPGAメジャー大会
| 大会                     | 2007 | 2008 | 2009 | 2010 | 2011 | 2012 | 2013 | 2014 | 2015 | 2016 | 2017 | 2018 | 2019 |
| ------------------------ | ---- | ---- | ---- | ---- | ---- | ---- | ---- | ---- | ---- | ---- | ---- | ---- | ---- |
| ANAインスピレーション    |      |      |      |      |      |      | T66  | T61  | T4   | T56  | T60  | CUT  | T4   |
| 全米女子プロゴルフ選手権 |      |      |      |      |      | T39  | T57  | T63  | CUT  | CUT  | T5   | 3    | T22  |
| 全米女子オープン         |      |      |      |      |      |      | T37  | T13  | CUT  | CUT  | T20  | T33  | T48  |
| エビアン選手権           |      |      |      |      |      |      | T52  | CUT  | T38  | T17  | T32  | T33  | 10   |
| 全英女子オープン         | CUT  |      | CUT  |      |      | T17  | CUT  | T29  | CUT  | T31  | T23  | T7   | 7    |

## 世界ランキング
各年末におけるワールドゴルフランキングの推移。
| 年     | 順位  | 出典   |
| ------ | ----- | ------ |
| 2007年 | 502位 | [ 3 ]  |
| 2008年 | 504位 | [ 4 ]  |
| 2009年 | 705位 | [ 5 ]  |
| 2010年 | 605位 | [ 6 ]  |
| 2011年 | 291位 | [ 7 ]  |
| 2012年 | 50位  | [ 8 ]  |
| 2013年 | 39位  | [ 9 ]  |
| 2014   | 46位  | [ 10 ] |
| 2015年 | 51位  | [ 11 ] |
| 2016年 | 20位  | [ 12 ] |
| 2017年 | 20位  | [ 13 ] |
| 2018年 | 15位  | [ 14 ] |